# ويندي كلاركسون
ويندي كلاركسون (بالإنجليزية: Wendy Clarkson) هي لاعبة كرة الريشة كندية، ولدت في 11 مارس 1956 في غلاسكو في المملكة المتحدة.

## روابط خارجية
- ويندي كلاركسون على موقع اتحاد ألعاب الكومنولث (مؤرشف) (الإنجليزية)